# Вольфганг Кречмар
Вольфганг Кречмар (нім. Wolfgang Kretzschmar; 2 липня 1907, Аленштайн — 27 грудня 1944, Салдус) — німецький воєначальник, оберст Сухопутних військ нацистської Німеччини. Один з 160 кавалерів Лицарського хреста з Дубовим листям та мечами (посмертно, 1945). Загинув у бою в Курляндському котлі.

## Біографія
В 1926 році поступив добровольцем в 3-й піхотний полк і пройшов річну службу, після чого здобув військову освіту.З 1931 року служив у штабі 45-го піхотного полку. В 1936 році призначений викладачем піхотної школи в Деберіці. В 1938 році закінчив курси офіцерів Генштабу при Військовій академії. На початку Другої світової війни служив у штабі 10-го армійського корпусу. 
Учасник Польської кампанії. З 18 лютого 1940 року — командир батальйону 506-го піхотного полку, з яким взяв участь у Французькій кампанії. 11 червня 1940 року поранений, після лікування знову прийняв командування своїм батальйоном. З січня 1941 року —  викладач тактики піхотної школи в Деберіці. 16 червня 1942 року знову відправлений на фронт в якості командира 540-го гренадерського батальйону особливого призначення — це була штурмова частина, призначена для виконання спеціальних завдань на радянсько-німецькому фронті. У серпні 1942 року важко поранений і лише взимку повернувся у свій батальйон. 21 липня 1943 року знову був важко поранений і майже 5 місяців  провів у шпиталі.
У грудні 1943 року призначений командиром 24-го авіапольового полку, сформованого зі службовців люфтваффе. Узимку 1944 року на чолі свого полку бився в Курляндському котлі, а в листопаді 1944 року прийняв тимчасове командування 12-ю авіапольовою дивізією. У важких боях не дуже боєздатна дивізія була фактично знищена, а сам Кречмар загинув.

## Нагороди
Військова кар'єра
- 1926 — волонтер
- 1928 — фанен-юнкер
- 1931 — лейтенант
- 1935 — обер-лейтенант
- 1939 — гауптман
- січень 1942 — майор
- 1 лютого 1944 — оберст-лейтенант
- 1 серпня 1944 — оберст

- Медаль «За вислугу років у Вермахті» 4-го і 3-го класів (12 років)
- Залізний хрест
  - 2-го класу (12 жовтня 1939)
  - 1-го класу (23 червня 1940)
- Штурмовий піхотний знак в сріблі
- Сертифікат пошани (№1 607; 17 березня 1943)
- Лицарський хрест Залізного хреста з дубовим листям і мечами
  - Лицарський хрест (15 травня 1943)
  - Дубове листя (№600; 30 вересня 1944)
  - Мечі (№121; 12 січня 1945)
- Нагрудний знак «За поранення» в сріблі
- Нагрудний знак ближнього бою в сріблі